# Рівнинні дощові ліси Сулавесі
Рівнинні дощові ліси Сулавесі (ідентифікатор WWF: AA0123) — австралазійський екорегіон тропічних та субтропічних вологих широколистяних лісів, розташований на Сулавесі та на сусідніх островах.

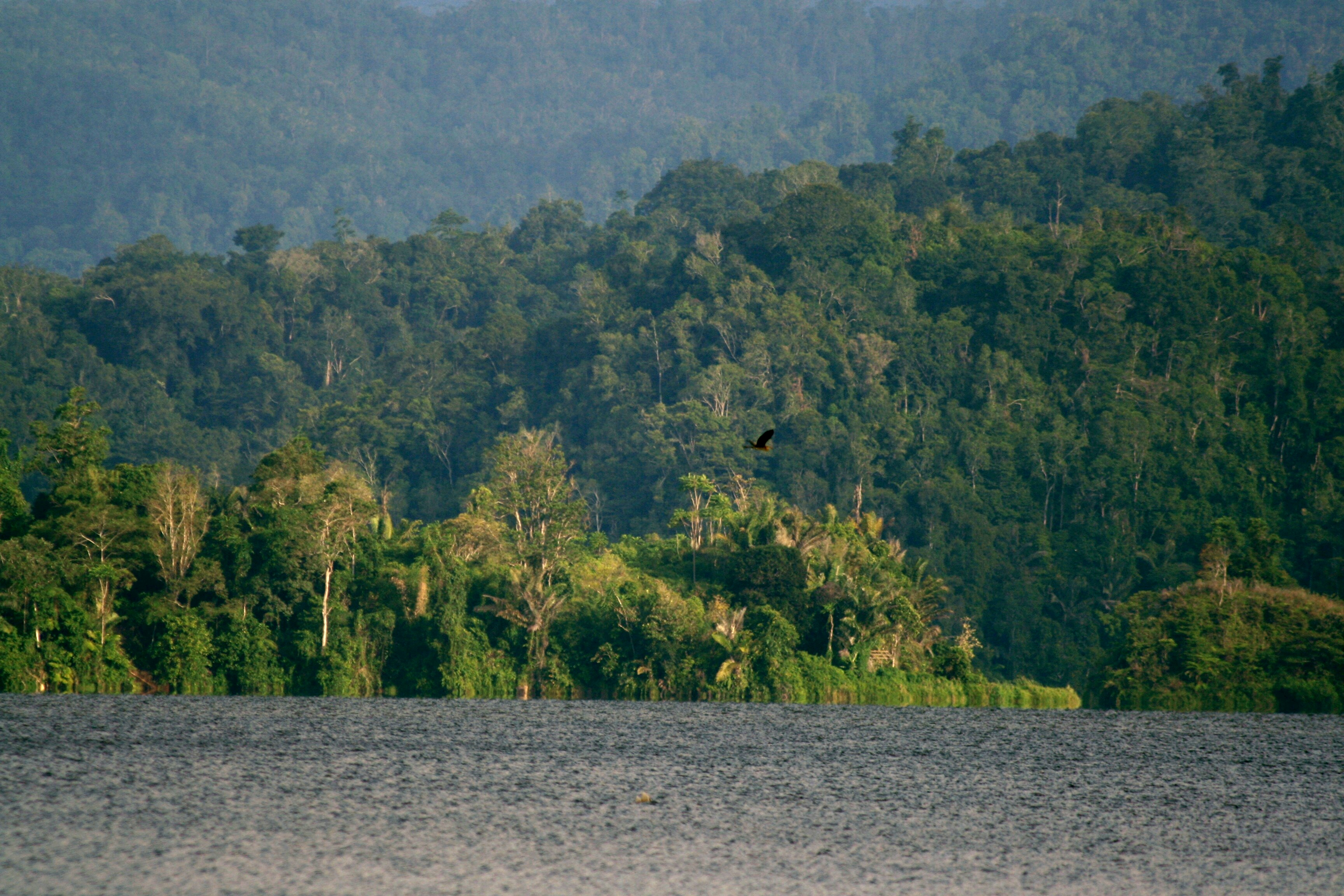
Ландшафт Національного парку Лоре-Лінду

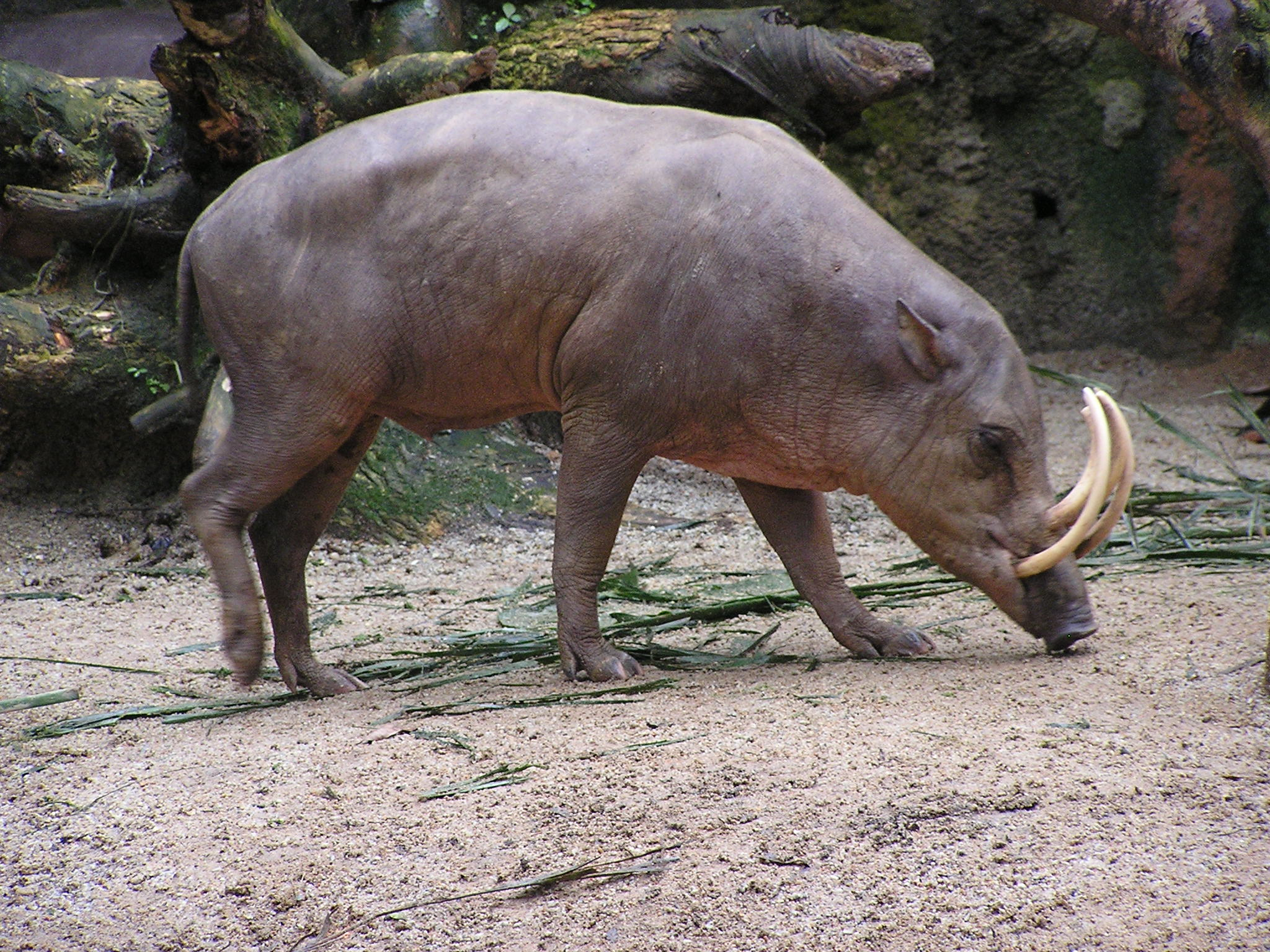
Сулавеська бабіруса (Babyrousa celebensis)

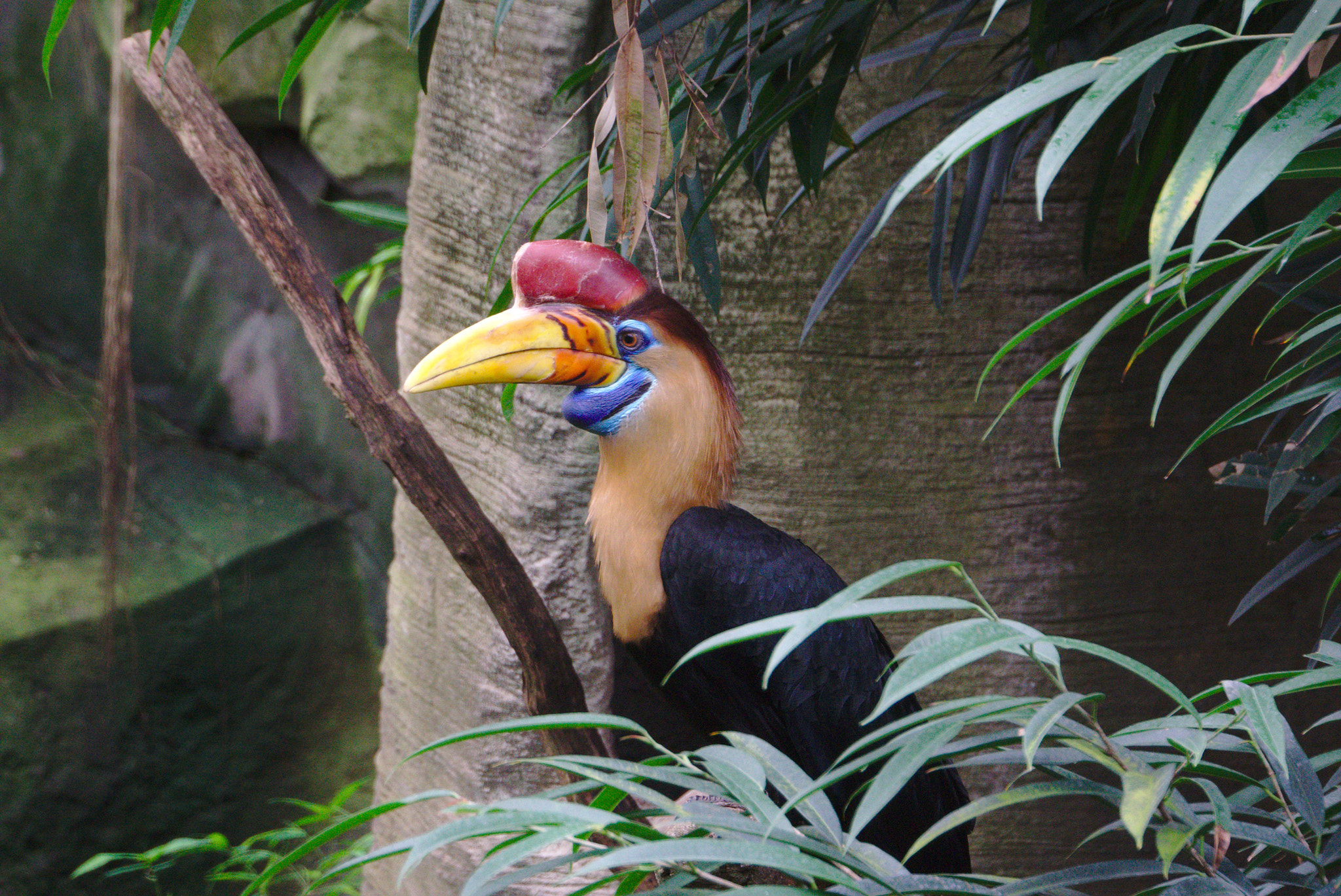
Сулавеський калао (Rhyticeros cassidix)

## Географія
Екорегіон рівнинних дощових лісів Сулавесі охоплює більшу частину острова Сулавесі або Целебес, найсхіднішого в групі Великих Зондських островів. Сулавесі є четвертим за величиною островом в Індонезії та одинадцятим у світі. Від центральної частини острова відходять чотири великі півострови: Північний півострів або Мінахаса, Східний півострів, Південно-Східний півострів та Південний півострів. Ці півострови розділені трьома затоками: між Північним і Східним півостровами розташована затока Томіні, між Східним та Південно-Східним півостровами — затока Толо, а між Південним та Південно-Східним півостровами — затока Боні. Окрім Сулавесі, екорегон також включає багато сусідніх островів, зокрема острови Тогіан в затоці Томіні, острови Банггаї і Сула на сході, острови Сангіхе і Талауд на північному сході, острови Бутон і Муна на південному сході та острови Селаяр на півдні. 
З півночі Сулавесі омивається морем Сулавесі, з північного сходу  — Молуккським морем, з південного сходу — морем Банда, з півдня — морем Флорес, а з південного заходу — Яванським морем. На захід від Сулавесі лежить Макасарська протока, яка відділяє його від Калімантану. Через цю протоку проходить лінія Воллеса, яка розділяє біогеографічні області Індомалаї та Австралазії. В часи останнього льодовикового періоду, коли рівень Світового океану був більш ніж на 100 м нижчим, ніж зараз, Калімантан разом з островами Суматра і Ява утворював єдиний великий масив суходолу, відомий як Сунда, який сполучався з материковою Азією. Натомість Сулавесі разом з сусідніми островами є частиною біогеографічного регіону Воллесії, який ніколи не сполучався ні з Азією, ні з Австралією. Його флора і фауна характеризуються поєднанням азійських та австралійських елементів, а також включають багато ендемічних видів, які еволюціонували в ізоляції.
Сулавесі має переважно гористий рельєф. Значна частина острова розташована на висоті понад 1000 м над рівнем моря і є частиною окремого екорегіону гірських дощових лісів Сулавесі. Найвищою вершиною острова є гора Рантемаріо заввишки 3478 м, розташована на півночі Південного півострова. Острови Сангіхе також гористі, їх найвищими вершинами є діючі вулкани Карангетанг заввишки 1827 м та Аву заввишки 1320 м. Натомість острови Талауд переважно низинні, а острови Сулу горбисті. Лише на острові Таліабу, найбільшому в архіпелазі Сула, є гори, що підіймаються вище 800 м над рівнем моря.
Сулавесі має складну геологічну будову. Захід та схід острова утворюють дві геологічні провінції, розділені розломом Палу-Коро, який тягнеться від міста Палу до затоки Боні. Третя геологічна провінція складається з регіону Токала на Південно-Східному півострові та островів Банггаї, Бутон і Сула. Східний та Західний Сулавесі зіткнулися приблизно 13-19 мільйонів років тому, що призвело до оголення ультраосновних порід. Тектонічні рухи, які спричинили зіткнення, все ще діють, і наразі Сулавесі розривається на частини. На острові зустрічаються різноманітні гірські породи: стародавні офіоліти, мезозойські осадові породи, третинні осадові і магматичні породи, а також четвертинні вулканічні та осадові породи. На Північному півострові Сулавесі розташовані діючі вулкани.

## Клімат
На більшій частині екорегіону переважає екваторіальний клімат (Af за класифікацією кліматів Кеппена), а у деяких районах на крайньому півдні і сходу регіону — мусонний клімат (Am за класифікацією Кеппена). У деяких частинах екорегіону середньорічна кількість опадів може досягати 2000 мм, однак на півдні островів Бутон і Муна вона становить лише 200 мм.

## Флора
В межах екорегіону зустрічаються різноманітні лісові угруповання, переважно вічнозелені та напіввічнозелені дощові ліси, а також мусонні ліси на краю Південно-Східного півострова та невеликі ділянки прісноводних заболочених лісів і торф'яно-болотних лісів. Унікальні рослинні угруповання зустрічаються в районах, де переважають вапнякові та ультраосновні ґрунти.
Основними рослинними угрупованнями екорегіону є дощові ліси. На відміну від дощових лісів Суматри та Калімантану, у цих лісах не домінують представники родини діптерокарпових (Dipterocarpaceae), яких тут зустрічається лише 7 видів (порівняно з 267 і 106 видами на Калімантані та Суматрі відповідно). До цих видів належать ребристі анісоптери (Anisoptera costata), сулавеські хопеї (Hopea celebica), купчасті хопеї (Hopea gregaria), ассамські антошореї (Anthoshorea assamica), звичайні ресаки (Vatica rassak) та жовто-зелені ватіки (Vatica flavovirens). Серед інших дерев, що зустрічаються в рівнинних дощових лісіах Сулавесі, слід відзначити хурму (Diospyros spp.), яка утворює густі скупчення, та різноманітні пальми, зокрема колючі онкосперми (Oncosperma horridum), сулавеські лікуали (Licuala celebica), круглолисті лівістони (Saribus rotundifolius) та різні види пінанг (Pinanga spp.), арек (Areca spp.) і каріот (Caryota spp.).
Найбільший масив торф'яно-болотних лісів Сулавесі росте на болоті Аопа, за 100 км на захід від Кендарі. У цьому лісі домінують сулавеські гарноплідники (Callicarpa paloensis), пильчастолисті премни (Premna serratifolia), сагові пальми (Metroxylon sagu), молуккські фолідокарпуси (Pholidocarpus ihur), колючі онкосперми (Oncosperma horridum), капустяні пальми (Corypha utan), зондські казуарини (Casuarina junghuhniana), а також різні види євгеній (Eugenia spp.), лікуал (Licuala spp.) та аренг (Arenga spp.). В підліску цих лісів зустрічаються осоки, зокрема різні види склерій (Scleria spp.), а також пандани (Pandanus spp.), які виростають до 5 м заввишки, два види ротангових пальм та епіфітні папороті з роду Lecanopteris.
Прісноводні заболочені ліси Сулавесі характеризуються трав'янистими ділянками поблизу відкритої води, пальмовими та пандановими гаями, що ростуть на твердішому ґрунті, та великим різноманіттям непентесів (Nepenthes spp.) — хижих глечикоподібних рослин. У долині Сопу, розташованій на північний схід від озера Лінду та гори Нокілалакі, росте великий масив прирічкових заболочених лісів, у яких переважають високі райдужні евкаліпти (Eucalyptus deglupta).
На півдні Сулавесі зустрічаються великі вапнякові ділянки, де трапляються різноманітні карстові форми рельєфу. Серед вапнякових ділянок, які характеризуються неглибокими ґрунтами з високим вмістом кальцію та стрімкими схилами, які легко розмиваються, зустрічаються особливі рослинні угруповання, які вирізняються низьким видовим різноманіттям серед дерев. Ці угруповання підтримують популяції ендемічних равликів та рідкісних велетенських мечоносців (Graphium androcles).
Особливі рослинні угруповання, які характеризуються високим рівнем флористичного ендемізму, також зустрічаються у місцевостях, де переважають малородючі ґрунти, що утворилися з серпентинітових або перидотитових ультраосновних порід. Серед рослин, що зростають у цих лісах, слід відзначити сулавеську хопею (Hopea celebica), сулавеське каурі (Agathis dammara), різні види метросідеросів (Metrosideros spp.) і калофіллумів (Calophyllum spp.), а також різноманітних представників родин Бурзерові (Burseraceae) та Сапотові (Sapotaceae). У нижньому та середньому ярусі цих лісів зустрічаються різні види євгеній (Eugenia spp.) та метросідеросів (Metrosideros spp.), а також ендемічні сулавеські кьєльбергіодендрони (Kjellbergiodendron celebicum) з родини Миртові (Myrtaceae).
Загалом флора екорегіону характеризується високим різноманіттям та рівнем ендемізму. Вона тісно пов'язана з флорою Філіппін, Яви, Молуккських та Малих Зондських островів. Рівнинні ліси Сулавесі демонструють спорідненість з лісами Нової Гвінеї, тоді як гірські ліси більш тісно пов’язані з Калімантаном.

## Фауна
В межах екорегіону зустрічаються 104 види ссавців, з яких 29 видів є ендемічними або майже ендемічними. Серед великих ссавців, поширених в регіоні, слід відзначити сулавеську свиню (Sus celebensis) та три види бабірус — ендемічних для Сулавесі та сусідніх островів свиней, які вирізняються характерними вигнутими іклами. Ендемічні сулавеські свині живуть в низинних і заболочених лісах на більшій частині Сулавесі, окрім південного заходу. Сулавеські бабіруси (Babyrousa celebensis) мешкають як в рівнинних, так і в гірських дощових лісах на півночі і в центрі Сулавесі, тогіанські бабіруси (Babyrousa togeanensis) є ендеміками Тогіанських островів, розташованих у затоці Томіні, а майже ендемічні буруйські бабіруси (Babyrousa babyrussa) зустрічаються на островах Манголе і Таліабу в групі островів Сула. Серед інших великих ендемічних ссавців, поширених в лісах екорегіону, слід відзначити низинного аноа (Bubalus depressicornis) — карликового буйвола, висота якого становить лише 90 см, та сулавеського замбара (Rusa timorensis macassaricus) — підвида яванського замбара, предки якого, можливо, були завезені на Сулавесі з Сундаленду в давнину.
На Сулавесі та сусідніх островах зустрічається багато ендемічних приматів — макак та довгоп'ятів. Чубаті макаки (Macaca nigra), чорняві макаки (Macaca nigrescens) та макаки Хека (Macaca hecki) зустрічаються на півострові Мінахаса, чорні макаки (Macaca maura) — на Південному півострові, темноногі макаки (Macaca ochreata) — на Південно-Східному півострові та на островах Муна і Бутон, а тогіанські макаки (Macaca tonkeana) — в центральній частині Сулавесі, на Східному півострові та на Тогіанських островах. Більшість макак зустрічаються як в рівнинних, так і в гірських дощових лісах Сулавесі. Довгоп'яти Гурскі (Tarsius spectrumgurskyae), довгоп'яти Джатни (Tarsius supriatnai) та довгоп'яти Воллеса (Tarsius wallacei) зустрічаються на півострові Мінахаса, макассарські довгоп'яти (Tarsius fuscus) — на Південному півострові, довгоп'яти-привиди (Tarsius tarsier) — на Південно-Східному півострові та на сусідніх островах Муна, Бутон, Кабаена і Селаяр, довгоп'яти Діани (Tarsius dentatus) та ларіанзькі довгоп'яти (Tarsius lariang) — в центральній частині Сулавесі, довгоп'яти Німіца (Tarsius niemitzi) — на островах Тогіан, пелензькі довгоп'яти (Tarsius pelengensis) — на островах Банггаї, а сангізькі довгоп'яти (Tarsius sangirensis) та сіауські довгоп'яти (Tarsius tumpara) — на островах Сангір та Сіау в архіпелазі Сангіхе. Більшість сулавеських довгоп'ятів є ендеміками низинних дощових лісів і зустрічаються на висоті до 1100 м над рівнем моря.
Більшість ссавців Сулавесі, зокрема свині, бабіруси, макаки та довгоп'яти, мають азійське походження. Однак в екорегіоні також зустрічаються чотири ендемічні види сумчастих ссавців австралійського походження: ведмежі кускуси (Ailurops ursinus) та малі сулавеські кускуси (Strigocuscus celebensis), які живуть в рівнинних дощових лісах на Сулавесі і сусідніх островах, талаудські кускуси (Ailurops melanotis), які є ендеміками острова Салебабу в архіпелазі Талауд, та банггайські кускуси (Strigocuscus pelengensis), які живуть на островах Пеленг і Сула.
На Сулавесі та сусідніх островах зустрічається багато кажанів, криланів та дрібних гризунів. Серед них ендеміками екорегіону є сулавеські голоспинні крилани (Dobsonia exoleta), дрібнозубі крилани (Neopteryx frosti), талаудські крилани (Acerodon humilis), сангірські білки (Prosciurillus rosenbergii), сулавеські пацюки (Taeromys celebensis), сулавеські лісові пацюки (Taeromys punicans), тондадські пацюки (Taeromys taerae), сулайські пацюки (Rattus elaphinus), пелензькі пацюки (Rattus koopmani), таліабуйські пацюки (Rattus taliabuensis), пацюки Бонтейна (Rattus bontanus), колючі щури Хеллвальда (Maxomys hellwaldii), північносулавеські колючі щури (Echiothrix leucura), короткохвості талаудські щури (Melomys caurinus), мінахаські миші (Haeromys minahassae), маргаритомиші Беккарі (Margaretamys beccarii) тощо.
Серед інших ссавців, поширених в екорегіоні, слід відзначити майже ендемічних сулавеських пальмових цивет (Macrogalidia musschenbroekii), сулавеських білозубок (Crocidura lea), сулавеських малих білозубок (Crocidura levicula), довготілих білозубок (Crocidura elongata), сулавеських велетенських білок (Rubrisciurus rubriventer), сулавеських карликових білок (Prosciurillus murinus), жовтохвостих пацюків (Rattus xanthurus), чубатих листоносів (Hipposideros inexpectatus), мінахаських нетопирів (Pipistrellus minahassae), сулавеських криланів (Acerodon celebensis) та сулавеських розетусів (Pilonycteris celebensis).
Орнітофауна екорегіону характеризується меншим різноманіттям, ніж орнітофауна інших Великих Зондських островів, однак дуже високим рівнем ендемізму. Вона нараховує близько 330 видів птахів, з яких 70 видів є ендемічними або майже ендемічними. Ендеміками екорегіону є малео (Macrocephalon maleo), тогіанські голуби (Turacoena manadensis), білі пінони (Ducula luctuosa), чорнодзьобі коелі (Eudynamys melanorhynchus), сулавеські дрімлюги (Caprimulgus celebensis), сулавеські пастушки (Aramidopsis plateni), синьошкірі пастушки-голооки (Gymnocrex rosenbergii), сулавеські багновики (Amaurornis isabellina), сулавеські змієїди (Spilornis rufipectus), плямистохвості яструби (Accipiter trinotatus), целебеські яструби (Accipiter nanus), вохристочереві сови-голконоги (Ninox ochracea), жовтощокі калао (Rhabdotorrhinus exarhatus), чорнодзьобі гуріали (Pelargopsis melanorhyncha), сулавеські рибалочки-крихітки (Ceyx fallax), сулавеські альціони (Cittura cyanotis), білогорлі альціони (Actenoides monachus), великі папуги-віхтьохвости (Prioniturus flavicans), сулавеські лорікети (Saudareos ornata), червоно-сині лорі (Eos histrio), діадемові кориліси (Loriculus stigmatus), сулавеські кориліси (Loriculus exilis), строкаті шикачики (Coracina bicolor), білогузі шикачики (Coracina leucopygia), сулавеські оругеро (Lalage leucopygialis), малі монаршики (Hypothymis puella), сулавеські окулярники (Zosterops consobrinorum), товстодзьобі майни (Scissirostrum dubium), целебеські шпаки-білощоки (Basilornis celebensis), целебеські майни (Streptocitta albicollis), целебеські квічалі (Geokichla erythronota) та червоногорлі мухоловки (Ficedula rufigula).
Ендемічні індонезійські тілопо (Ptilinopus gularis) та сулавеські мухоловки (Muscicapa sodhii) зустрічаються виключно в низинах Сулавесі, сулуйські великоноги (Megapodius bernsteinii), сулайські голуби (Turacoena sulaensis), сулуйські кориліси (Loriculus sclateri), сулайські піти (Erythropitta dohertyi), сизі шикачики (Lalage sueurii) та бангайські шпаки-білощоки (Basilornis galeatus) — лише на островах Банггаї і Сула, бангайські тілопо (Ptilinopus subgularis), бангайські сплюшки (Otus mendeni), пелензькі віялохвістки (Rhipidura habibiei), бангайські ворони (Corvus unicolor) та пелензькі джунглівниці (Cyornis pelingensis) — виключно на островах Банггаї, сулайські тілопо (Ptilinopus mangoliensis), таліабуйські сипухи (Tyto nigrobrunnea), сулайські сплюшки (Otus sulaensis), сулайські рибалочки (Ceyx wallacii), жовто-зелені лорікети (Saudareos flavoviridis), таліябуські медовички (Myzomela wahe), суланські шикачики (Edolisoma sula), таліябуські віялохвістки (Rhipidura sulaensis), таліябуські кобилочки (Locustella portenta), сулайські майни (Streptocitta albertinae), іржасті квічалі (Geokichla mendeni) та сулуйські джунглівниці (Cyornis colonus) — виключно на островах Сула, талаудські пастушки-голооки (Gymnocrex talaudensis), темноголові багновики (Scolopax celebensis) та талаудські альціони (Todiramphus enigma) — лише на островах Талауд, сангезькі сплюшки (Otus collari), сіауські сплюшки (Otus siaoensis), сангізькі рибалочки-крихітки (Ceyx sangirensis), сангізькі альціони (Cittura sanghirensis), сангезькі кориліси (Loriculus catamene), сангезькі ядлівчаки (Coracornis sanghirensis), сангезькі монархи-довгохвости (Eutrichomyias rowleyi), сангезькі окулярники (Zosterops nehrkorni) та сангезькі сіпараї (Aethopyga duyvenbodei) — лише на островах Сангіхе, тогіанські сови-голконоги (Ninox burhani) та тогіанські окулярники (Zosterops somadikartai) — лише на островах Тогіан, білогузі монархи (Symposiachrus everetti), калаоські нільтави (Cyornis kalaoensis) та селаярські маріки (Cinnyris teysmanni) — лише на островах Селаяр, а вакатобські окулярники (Zosterops flavissimus), вангівангійські окулярники (Zosterops paruhbesar) та тукангбесійські сіпараї (Cinnyris infrenatus) — лише на островах Вакатобі.
Серед майже ендемічних представників екорегіону, які також зустрічаються у високогір'ях Сулавесі або на сусідніх островах, слід відзначити жовтолобих голубів (Gallicolumba tristigmata), білочеревих пінонів (Ducula forsteni), жовтооких пінонів (Ducula concinna), сулуйських пінонів (Ducula pickeringii), целебеських коукалів (Centropus celebensis), товстодзьобих малког (Rhamphococcyx calyorhynchus), сулавеських зозуль (Cuculus crassirostris), острівних ночнарів (Eurostopodus diabolicus), сулавеських саланган (Aerodramus sororum), целебеських осоїдів (Pernis celebensis), сулавеських орлів-чубанів (Nisaetus lanceolatus), сулавеських яструбів (Accipiter griseiceps), винногрудих яструбів (Accipiter rhodogaster), мінагаських сипух (Tyto inexspectata), сулавеських сипух (Tyto rosenbergii), сулавеських сплюшок (Otus manadensis), сулавеських сов-голконогів (Ninox punctulata), сулавеських калао (Rhyticeros cassidix), сулавеських бджолоїдок (Meropogon forsteni), сулавеських сиворакш (Coracias temminckii), сулавеських дятлів (Yungipicus temminckii), сулавеських торомб (Mulleripicus fulvus), сулавеських папуг-віхтьохвостів (Prioniturus platurus), жовтощоких лорікетів (Saudareos meyeri), сулавеських піт (Erythropitta celebensis), мінагаських піт (Pitta forsteni), сулавеських медовичок (Myzomela chloroptera), волошкових шикачиків (Coracina temminckii), сулавеських шикачиків (Edolisoma morio), білоспинних ланграйнів (Artamus monachus), целебеських віялохвісток (Rhipidura teysmanni), гірських дронго (Dicrurus montanus), білошиїх ворон (Corvus typicus), північних оливників (Hypsipetes longirostris), золотогорлих окулярників (Zosterops atrifrons), садових окулярників (Zosterops anomalus), білогорлих джунгляків (Pellorneum celebense), сулавеських майн (Enodes erythrophris), світлочеревих майн (Acridotheres cinereus), сулавеських нільтав (Cyornis omissus), золотобоких квіткоїдів (Dicaeum aureolimbatum), червоноголових квіткоїдів (Dicaeum nehrkorni), червоноспинних квіткоїдів (Dicaeum maugei) та сіробоких квіткоїдів (Dicaeum celebicum).
Серед поширених в екорегіоні плазунів слід відзначити гребінчастих крокодилів (Crocodylus porosus), сітчастих пітонів (Broghammerus reticulatus), молуккських ящірок-вітрильників (Hydrosaurus amboinensis), а також ендемічних тогіанських варанів (Varanus togianus), сулавеських смугастих дракончиків (Draco spilonotus) та сулавеських лісових черепах (Leucocephalon yuwonoi).

## Збереження
Більше половини лісів екорегіону були вирубані та перетворені на сільськогосподарські угіддя, особливо на півдні Сулавесі та в деяких районах в центрі і на півночі острова. Тим не менш, Сулавесі все ще підтримує значні ділянки незайманих рівнинних дощових лісів, особливо на стрімких схилах, непридатних для ведення сільського господарства. На островах Сангіхе і Талауд більшість лісів були вирубані ще до 1920 року, ліси на островах Сула значно деградували, однак острови Банггаї все ще підтримують великі ділянки пралісів. Основною загрозою для збереження природи регіону є подальша вирубка лісів.
Оцінка 2017 року показала, що 8427 км², або 7 % екорегіону, є заповідними територіями. Природоохоронні території включають: Національний парк Бантімурунг-Булусараунг, Національний парк Богані-Нані-Вартабоне, Національний парк Кепулауан-Тогеан, Національний парк Лоре-Лінду, Національний парк Рава-Аопа-Ватумохай, Національний парк Вакатобі та Природний заповідник Тангкоко-Батуангус